# 第1SS装甲軍団
第1SS装甲軍団「ライプシュタンダルテ」（独: I. SS-Panzerkorps „Leibstandarte“）は、武装親衛隊の軍団。
第二次世界大戦時に西部戦線、東部戦線で活動した。

## 編成と訓練
軍団は1943年6月26日、ベルリンのリヒタフェルデで編成され、最初の召集は占領したベルギーのベヴェルローにある演習場で行われた 。この編成によりパウル・ハウサー親衛隊大将の番号の無いSS軍団は第2SS軍団と改称された。そして、第1SS装甲師団 『ライプシュタンダーテ・SS・アドルフ・ヒトラー』の師団長を務めていたヨーゼフ・ディートリヒが軍団最初の司令官に就任した。第1SS装甲師団はディートリヒに因んで（ディートリッヒは鍵という意味のドイツ語である）鍵をインシグニアにしていたが、軍団においても使用されることとなった。
1943年8月、軍団はイタリアのメラーノへ移動、そこでイタリア軍の武装解除に参加した。武装解除終了後、軍団は訓練を続け、のちにイタリア北部においてパルチザン掃討活動に散発的ながら参加した。1943年12月までに訓練が終了、作戦活動ができる状態になったと判断され、司令部はブリュッセルに設置された。

## 作戦活動

### 西部戦線
1944年4月部隊はパリ西部のセトゥイユへ移動、そこで第1SS装甲師団、第12SS装甲師団 『ヒトラーユーゲント』、装甲教導師団、第17SS装甲擲弾兵師団 『ゲッツ・フォン・ベルリヒンゲン』が配属された。そして、軍団は西部戦線の装甲予備として西方装甲集団（司令官レオ・ガイヤー・フォン・シュヴェッペンブルク）に配属された。この頃、軍団には名誉称号『ライプシュタンダーテ・SS・アドルフ・ヒトラー』が与えられた。
連合軍によるオーバーロード作戦が発動され、連合軍がフランスへ侵入を開始すると軍団はファレーズへ送られた。軍団はカーン地域を保持することを命令され、オーティ、ビュロン、カルピケ飛行場周辺で激戦を重ねた。ミハエル・ヴィットマン率いるティーガー戦車隊がヴィレル・ボカージュ村でイギリス軍の装甲部隊の進撃を撃破したことにより、第101SS重戦車大隊は有名になった。
軍団はイギリス軍によるエプソム作戦及びグッドウッド作戦を停止させる主役を演じ、第17SS装甲擲弾兵師団 『ゲッツ・フォン・ベルリヒンゲン』と装甲教導師団はサン・ローでアメリカ軍の進撃に対し攻撃を仕掛けた。アメリカ軍によりコブラ作戦が発動された（これにより装甲教導師団は多大な損害を蒙ることとなった）後、軍団はリュティヒ作戦（アヴランシュに向かうドイツ軍の反撃作戦、結局失敗に終わる。）に参加するよう命令された。軍団の残存部隊はファレーズ・ポケットにおいて包囲され、そこでドイツ軍の脱出路を形成するために激戦を交わしたが、その際に戦車や装備のほとんどを失うこととなった。ファレーズ・ポケット内のドイツ軍の殲滅と戦線の崩壊の後、軍団は独仏国境への撤退戦に参加した。

### 「ラインの守り」作戦
1944年10月初旬、軍団はヴェストファーレンで休養と再編成のために最前線から引き抜かれた。再編成されたことにより、12月前半には軍団は完全となった。そして『Wacht Am Rhein（ラインの守り）』というコードネームの大規模な攻撃、いわゆるバルジの戦いのために備えて、ヨーゼフ・ディートリッヒ率いる第6SS装甲軍に参加してアルデンヌへ向かうよう命令された。
先遣部隊として軍団配下の第1SS装甲師団 『ライプシュタンダーテ・SS・アドルフ・ヒトラー』所属部隊から編成されたパイパー戦闘団が主役を演じた。数週間に及ぶ激戦の後、軍団は燃料供給が不足し、疲弊していた。そのため、攻撃は中止され、軍団は第6SS装甲軍全体と共にハンガリーへの移動命令を受けた。

### 「春の目覚め」作戦
1945年3月6日、ドイツ軍は春の目覚め作戦を開始した。軍団は第6SS装甲軍の左翼を担当したが、進撃は泥濘化した大地のためにすぐ停止、初期の成功にもかかわらず、攻撃は激しいソビエト赤軍の反撃により停止した。軍団は第IVSS装甲軍団の支援のために後退し、同軍団の左でセーケシュフェヘールヴァール近辺で激しい戦闘を行った。3月15日、ソビエト赤軍はウィーンへの攻撃を開始、この攻撃により隣接するドイツ第6軍の戦線を突破され、南の戦線全てはウィーン方向へ後退せざるを得なくなった。軍団は散発的な反撃に関わりつつ、ハンガリー、オーストリアを通過して撤退、最終的には1945年5月8日、アメリカ軍に降伏した。

## 司令官
| 着任           | 離任           | 階級           | 氏名                                      |
| -------------- | -------------- | -------------- | ----------------------------------------- |
| 1943年7月4日   | 1944年8月9日   | 親衛隊上級大将 | ヨーゼフ・ディートリヒ                    |
| 1944年8月9日   | 1944年8月16日  | 親衛隊少将     | フリッツ・クレーマー（英: Fritz Kraemer） |
| 1944年8月16日  | 1944年10月30日 | 親衛隊大将     | ゲオルク・ケプラー（英: Georg Keppler）   |
| 1944年10月30日 | 1945年5月8日   | 親衛隊中将     | ヘルマン・プリース                        |

## 編成

### 軍団直轄部隊
- 砲兵指令部（Artillerie-Kommandeur）
- 第101通信大隊

Nachrichten-Abteilung 101
- 第101SS重戦車大隊（schwere SS-Panzer-Abteilung 101）
- 第101重砲大隊（schwere Artillerie-Abteilung 101）
- 第101重観測大隊（schwere Beobachtungs-Abteilung 101）
- 第101医療大隊（SS-Sanitäts-Abteilung 101）
- 第101輸送小隊（SS-Nachschubtruppen 101）

### 隷下部隊
（1944年6月12日）
- 第716歩兵師団
- 装甲教導師団
- 第12SS装甲師団
- 第21装甲師団（ドイツ語版）

（1944年9月16日）
- 第1SS装甲師団
- 第2SS装甲師団
- 第12SS装甲師団
- 第2装甲師団
- 第172師団

（1944年12月24日）
- 第1SS装甲師団
- 第12SS装甲師団
- 第12国民擲弾兵師団（ドイツ語版）
- 第277国民擲弾兵師団
- 第3降下猟兵師団（ドイツ語版）

（1945年3月5日）
- 第1SS装甲師団
- 第12SS装甲師団
- 第25ハンガリー歩兵師団の一部